# Pliszka
Puliszka (bolgárul: Плиска, óegyházi szláv nyelven: Пльсковъ Plĭskovŭ) romváros Bulgária északkeleti részén, mely az első dunai bolgár birodalom első fővárosának szerepét töltötte be. 1925 óta az egykori város nevét viseli a közelben található Aboba falu. 

## Története

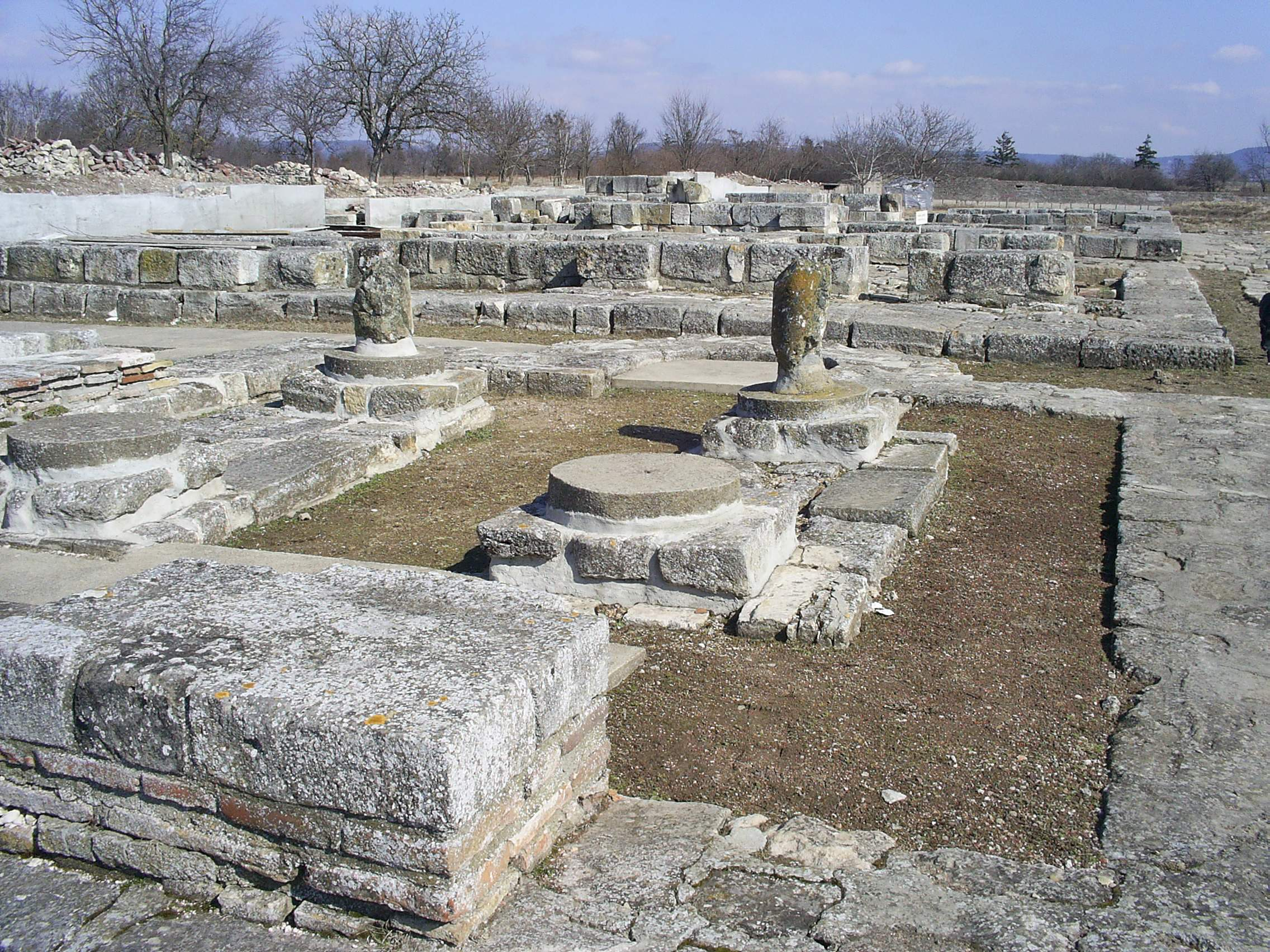
Pliszka romjai

Pliszkát a bolgár krónikák szerint Aszparuh bolgár kán alapította a bolgár honfoglalás után, 681 körül. A régészeti ásatások szerint fénykorában 23 km²-re terjedt ki és 12 m magas falakkal volt körülvéve. Geórgiosz Kedrénosz és Anna Komnéné műveiben Pliskusa néven szerepel.  
Az első dunai bolgár birodalom történetének kezdeti szakaszában, mintegy 681-től, Aszparuh uralkodásától, 893-ig, I. Simeon uralkodásáig királyi székhely volt. 811-ben a bizánci csapatok ostrom alá vették a várost, de Krum kán csapatai felmentették az ostrom alól és a város mellett súlyos vereséget mértek a bizánciakra, a harcban I. Niképhorosz bizánci császár is elesett (Krum kán pedig koponyájából ivóserleget készíttetett). 892-ben Pliszka ismét harcoknak volt színhelye, ugyanis Vladimir kán egy pogánylázadást robbantott ki a város falain belül, megkísérelve a pogány vallás visszaállítását. A lázadás azonban elbukott és Vladimir apja, Borisz megvakította legidősebb fiát, helyette annak öccsét, Simeont téve meg uralkodónak. Simeon egyik első intézkedése volt székhelyének áttétele Preszlavba, ezzel Pliszka végleg megszűnt fővárosnak lenni, politikai fontossága azonban a 10. század folyamán is megmaradt, míg 969 és 972 között előbb a Kijevi Rusz csapatai, majd a bizánci csapatok el nem pusztították. A város soha többé nem épült újra. 
Pliszka az első Bolgár Birodalom idején fontos kulturális központ is volt. I. Borisz kán itt alapította 876-ban az első iskolát, melynek vezetőjévé Szent Naumot tette meg, valamint 875 körül itt épült fel a kora középkori Európa második legnagyobb ortodox katedrálisa, melynek romjai ma is láthatóak. A régészeti kutatások szerint az épület alaprajza közel 2920 km²-t tesz ki. 

## Képgaléria

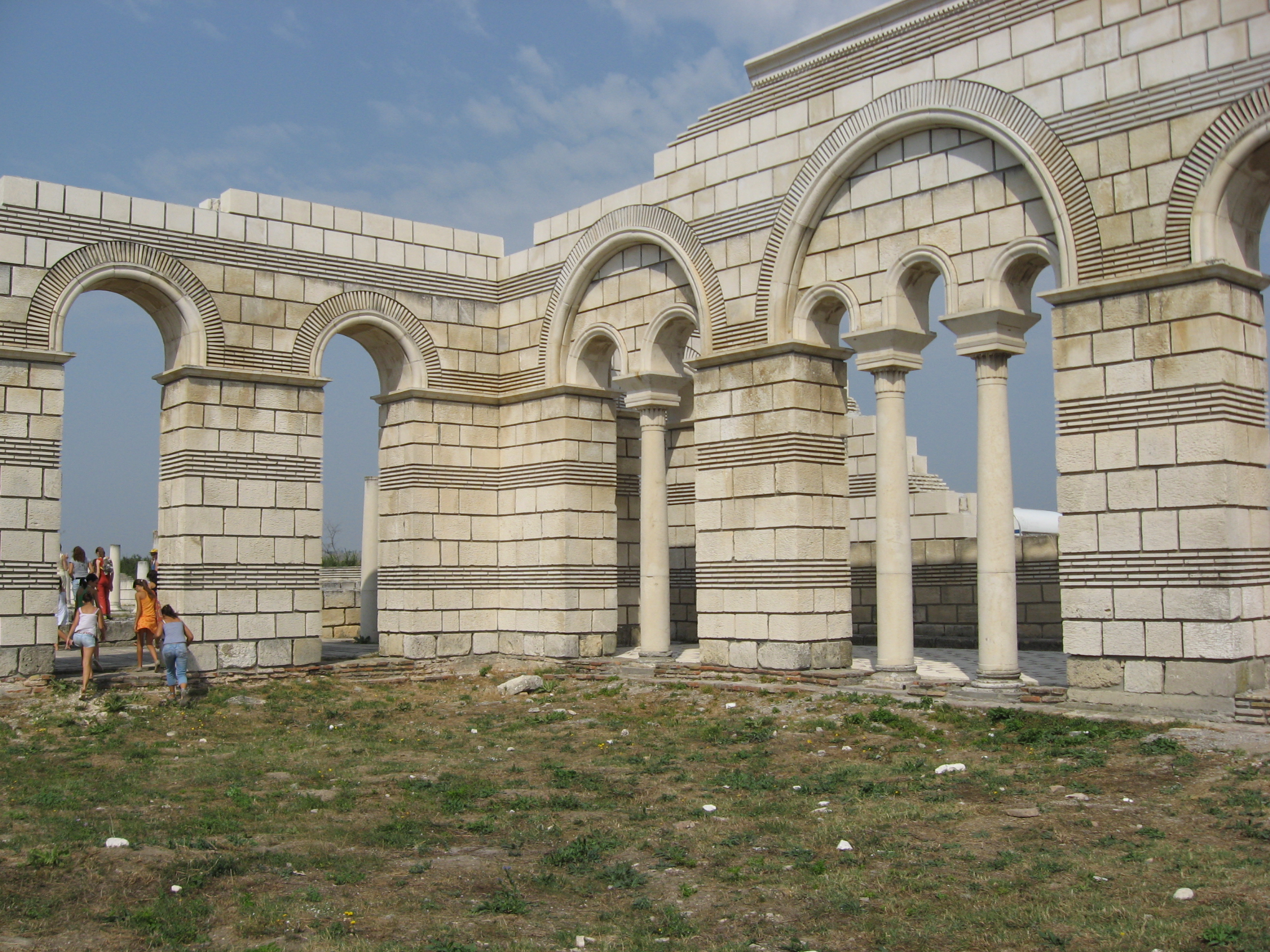
A bazilika falainak rekonstrukciója
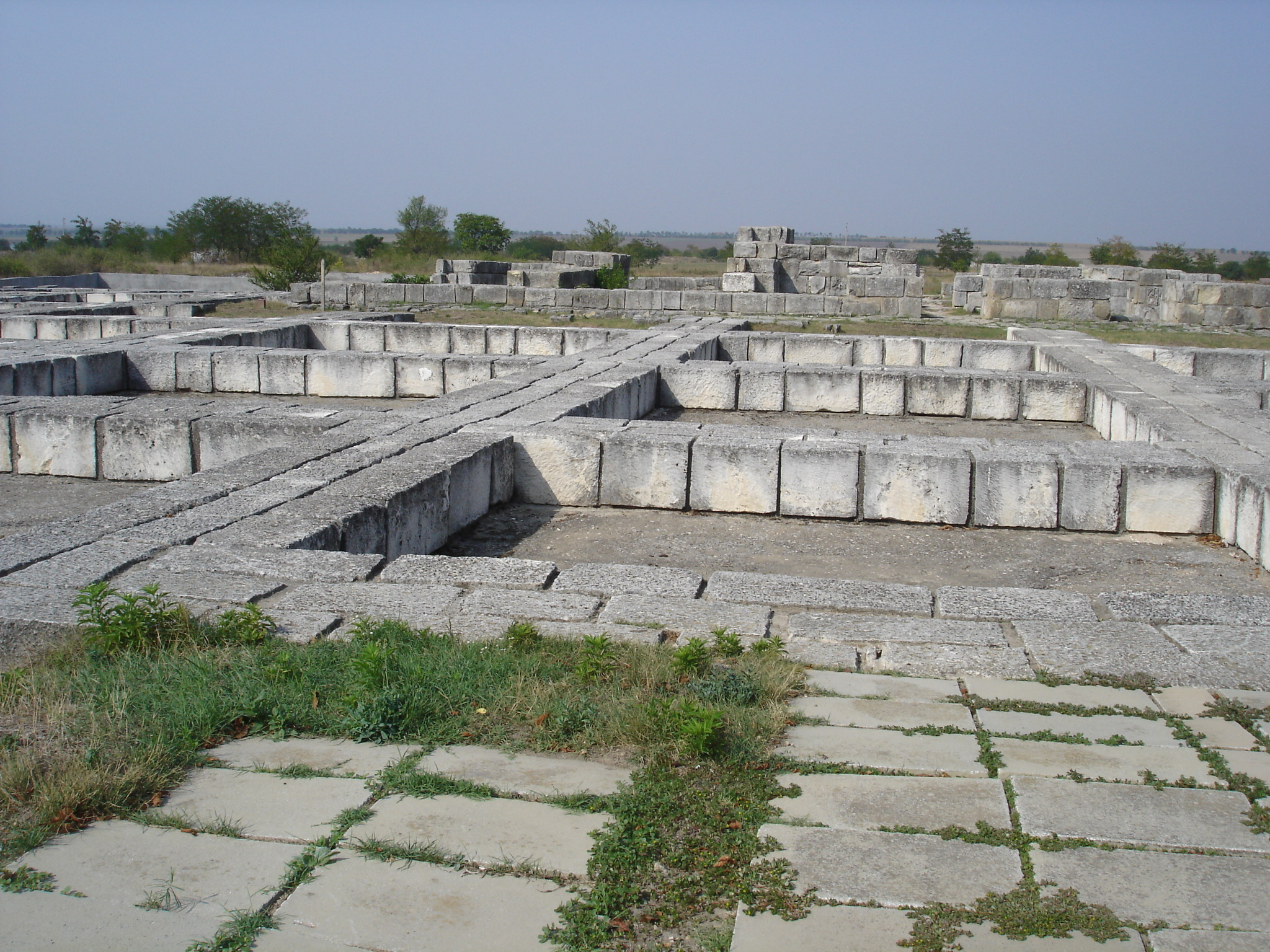
A királyi palota romjai
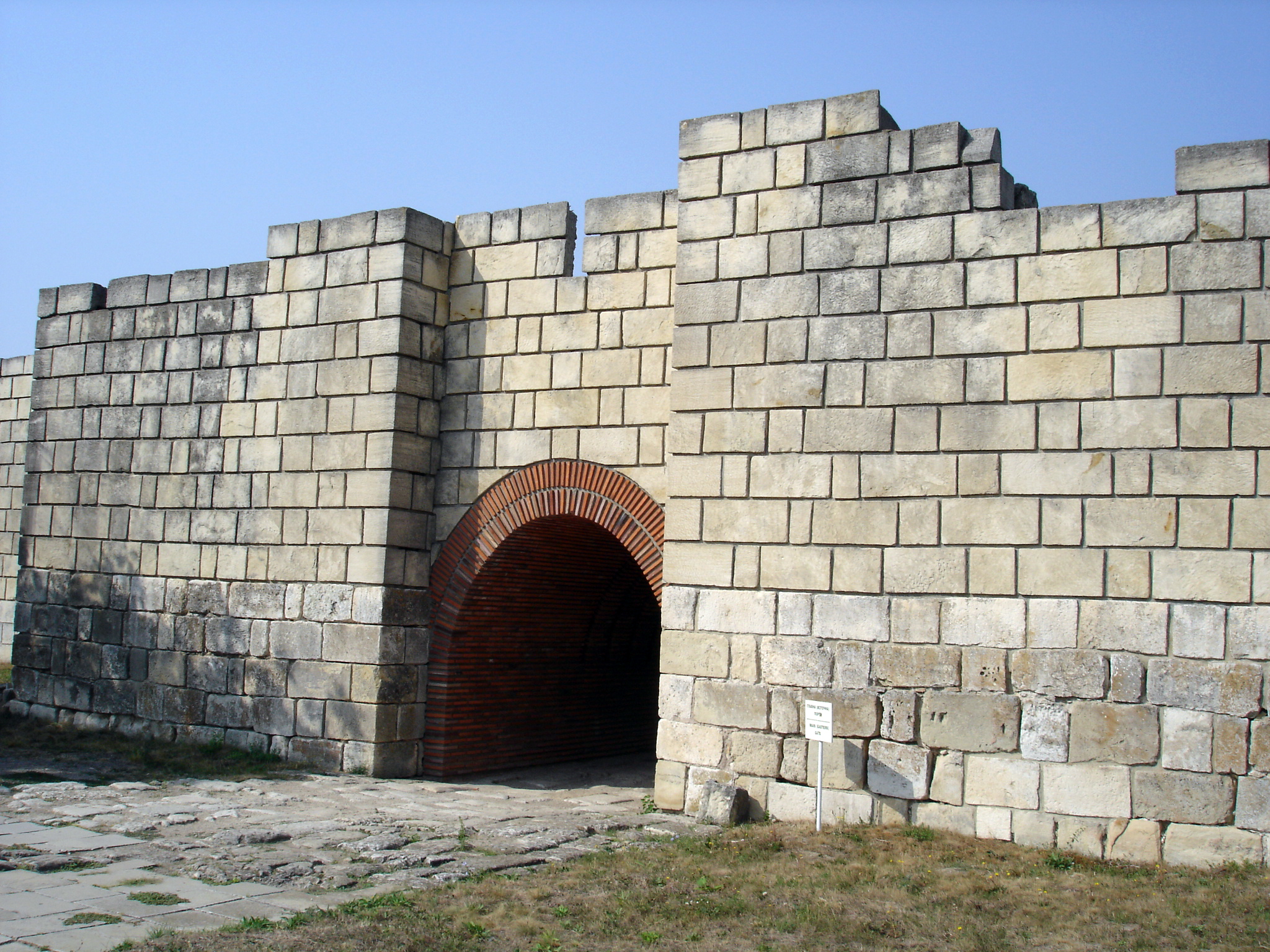
A város kapujának rekonstrukciója